# Ibrahim Al-Ghanim
Ibrahim Al-Ghanim (Catar, 27 de junio de 1983) es un exfutbolista de Catar que jugaba en la posición de defensa.

## Carrera

### Club
| Periodo   | Club          | Apariciones | Goles |
| --------- | ------------- | ----------- | ----- |
| 2000–2009 | Al-Arabi Doha | 140         | 1     |
| 2009–2017 | Al-Gharafa SC | 114         | 3     |

### Selección nacional
Jugó para Qatar en 71 ocasiones de 2006 a 2014 y anotó un gol, el cual fue en un empate 1-1 ante Arabia Saudita en Aden el 28 de noviembre de 2010 por la Copa de Naciones del Golfo de 2010. Participó en dos ediciones de la Copa Asiática y en dos ediciones de los Juegos Asiáticos.

## Logros

### Club
- Liga de fútbol de Catar (1): 2009-10
- Copa del Emir de Catar (1): 2012
- Copa del Jeque Jassem (1): 2008
- Copa Príncipe de la Corona de Catar (2): 2010, 2011

### Selección nacional
- Juegos Asiáticos (1): 2006